# 孙岳墓
孙岳墓，位于北京市海淀区温泉村显龙山，为中华民国军事将领孙岳的坟墓。

## 简介
孙岳墓位于海淀区温泉村显龙山南侧山环中，其东侧是辛亥滦州起义纪念园。孙岳，字禹行，是明末名将孙承宗的后代，早年加入中国同盟会，与冯玉祥等人共同谋划滦州起义。1924年，孙岳參與冯玉祥、胡景翼等人發動的甲子政变（又稱北京政變），推翻曹錕。1927年，孙岳配合国民革命军北伐。1928年，孙岳病逝。
孙岳墓占地面积80亩，坐北朝南，台基平面呈半椭圆形，四周砌有白石基座及石刻围栏。1999年，孙岳墓公布为海淀区重点文物保护单位。2003年，公布为北京市文物保护单位。